# Сергеев, Виктор Владимирович
Ви́ктор Влади́мирович Серге́ев (род. 10 мая 1946, Гатчина, Ленинградская область) — советский и российский историк. Доктор исторических наук (1988), профессор.

## Биография
В 1970 году окончил Ленинградский государственный университет по специальности «История», ученик известного ленинградского историка К. Б. Виноградова. Работал проректором по научной и учебной работе Гурьевского государственного педагогического института (Казахстан) в 1974—1978 годах. С 1978 г. начал работать в Калининградском государственном университете, заведовал кафедрой всеобщей (позднее — зарубежной) истории в 1978—1984, 1992—2012, кафедрой истории в 2012—2016 годах. Декан исторического факультета Калининградского государственного университета в 1987—1994 годах. Вёл курсы по Новой истории стран Европы и Америки, историографии зарубежной истории, истории культуры Нового времени, различные спецдисциплины. В настоящее время — профессор кафедры истории Института гуманитарных наук Балтийского федерального университета им. И. Канта. За достижения в научной и педагогической деятельности Сергеев в 1999 году был награждён нагрудным знаком «Почётный работник высшего профессионального образования Российской Федерации», в 2009 — медалью «За заслуги перед Калининградской областью», в 2012 — почетным знаком «За заслуги перед Балтийским федеральным университетом имени Иммануила Канта».
За годы работы Сергеев стал авторитетным специалистом по Новой истории Великобритании, известным исследователем истории Восточной Пруссии, историографии.

## Научная деятельность
Защитил кандидатскую диссертацию в 1973 году («Вудро Вильсон и вступление США в Первую мировую войну»), докторскую — в 1988 («Англия и германский вопрос в 1848—1871 гг. (внешнеполитические аспекты объединения Германии»). Доцент (1982), профессор (1991).
Сфера научных интересов — социально-политическая история Англии и США XIX века, история международных отношений XVIII — начала XX века, историография новой истории, история Восточной Пруссии XIX — начала XX века.
Подготовил троих кандидатов исторических наук.
Автор более 100 научных работ, часть из которых опубликована в Германии, Литве, Польше.

### Избранные труды
- Сергеев В.В. Англия и объединение Германии в 1848—1871 гг. / М-во высш. и сред. спец. обр. РСФСР. — Л.: Изд-во Ленингр. гос. ун-та, 1986. — 157 с. — 1046 экз.
- Восточная Пруссия с древнейших времен до конца второй мировой войны / В.И. Гальцов, Г.В. Кретинин, В.В. Сергеев и др.. — Калининград.: Калинингр. кн. изд-во, 1996. — 538 с.
- Костяшов Ю. В., Кузнецов А. А., Сергеев В. В., Чумаков А. Д. Восточный вопрос в международных отношениях во второй половине XVIII — начале XX в. : Учеб. пособие : [Для студентов ист. фак. и преп. истории спец. учеб. заведений]. — Калининград: Калинингр. ун-т, 1997. — 106 с. — 150 экз. — ISBN 5-88874-047-0.
- Очерки истории Восточной Пруссии / В.Н. Брюшинкин, В.И. Гальцов, В.В. Сергеев и др.. — Калининград: Янтар. сказ, 2002. — 536 с.
- Сергеев В.В. Внешнеполитическая история Запада от Тридцатилетней до Франко-прусской войны (1618—1871): учебное пособие / Рос. гос. ун-т им. И. Канта. — Калининград: Изд-во РГУ им. И. Канта, 2007. — 184 с.
- Сергеев В.В. Международные отношения от франко-прусской до Первой мировой войны (1871—1914) : учеб. пособие / Балт. федер. ун-т им. И. Канта. — Калининград: Изд-во БФУ им. И. Канта, 2011. — 115 с.

- Сергеев В. В. Пацифистские маневры американской дипломатии на рубеже 1916—1917 гг. // Исследования по новой и новейшей истории : сб. ст., посвящ. 60 летию со дня рождения д-ра ист. наук, проф. В. Г. Ревуненкова / под ред. В. К. Фураева. Л. : Изд-во ЛГУ, 1972. С. 44—52.
- Сергеев В. В. Англо-американские отношения периода Первой мировой войны в исторической литературе США // Проблемы отечественной и всеобщей истории : сб. ст. / под ред. В. А. Ежова. Л. : Изд-во ЛГУ, 1973. Вып. 2. С. 164—169.
- Виноградов К. Б., Сергеев В. В. Вудро Вильсон в дни войны и мира // Новая и новейшая история. 1975. № 5. С. 122—134 ; № 6. С. 100—113.
- Димин И. П., Сергеев В. В. Историография в высшей школе // Новая и новейшая история. 1980. № 1. С. 217—219.
- Сергеев В. В., Аксенова Ю. В. Основные направления буржуазной историографии англо-американских отношений конца XIX — начала XX вв. // Проблемы отечественной и всеобщей истории. Л. : Изд-во Ленингр. ун-та, 1981. Вып. 6 : Советская и зарубежная историография Новой и Новейшей истории. С. 81—89.
- Сергеев В. В. Пальмерстон и революционная Европа в 1848—1849 гг. // Политические деятели античности, Средних веков и Нового времени. Л. : Изд-во Ленингр. ун-та, 1983. С. 96—102.
- Кюсис Я., Сергеев В. В. Великобритания и германо-датский конфликт 1863—1864 гг. // Вопросы всеобщей истории и историографии / Томск. гос. ун-т; под ред. Б. Г. Могильницкого. Томск, 1984. С. 238—250.
- Сергеев В. В. Английская буржуазная историография политики Великобритании в деле объединения Германии в 1848—1871 гг. // Буржуазная историография Западной Европы и США проблем Новой и Новейшей истории (XIX—XX вв.) : межвуз. сб. науч. тр. / под ред. К. Б. Виноградова ; Сыктывкар. гос. ун-т. Сыктывкар, 1986. С. 80—88.
- Виноградов К. Б., Сергеев В. В. Лорд Пальмерстон. Жизнь и политическая деятельность // Новая и новейшая история. 1990. № 3. С. 154—176.
- Сергеев В. В. Историографические аспекты в преподавании университетского курса Новой истории стран Европы и Америки // Изучение и преподавание историографии в высшей школе / Калинингр. ун-т. Калининград, 1991. С. 36—41.
- Сергеев В. В. «Странный либерализм» лорда Пальмерстона // Национализм, консерватизм и либерализм в Новой и Новейшей истории Запада : межвуз. сб. науч. тр. / Калинингр. ун-т. Калининград, 1996. С. 8—13.
- Виноградов К. Б., Сергеев В. В. Лорд Пальмерстон: на вершине политического Олимпа // Викторианцы: Столпы британской политики XIX века / под ред. И. М. Узнародова ; Ростов. гос. ун-т. Ростов н/Д : Экспертное бюро, 1996. С. 41—59.
- Сергеев В. В., Кукатов А. Д. «Предельная точка» лорда Рассела // Там же. С. 60—77.
- Сергеев В. В., Чумаков А. Д. Ещё один взгляд на проблему периодизации Новой и Новейшей истории // Новая и новейшая история. 1997. № 2. С. 173—175.
- Маслов В. Н., Сергеев В. В. О некоторых аспектах русско-прусского сотрудничества в Восточной Пруссии во время борьбы против наполеоновской Франции // Калининградские архивы : материалы и исследования. Калининград : Янтар. сказ, 1998. Вып. 1. С. 163—171.
- Сергеев В. В. Депутаты от Восточной Пруссии в общегерманском Национальном собрании 1848—1849 гг. // Калининградские архивы : материалы и исследования. Калининград : Янтар. сказ, 2000. Вып. 2. С. 73—79.
- Виноградов К. Б., Сергеев В. В. Лорд Пальмерстон на вершине политического Олимпа // Монархи, министры дипломаты XIX — начала XX века. СПб. : Изд-во С.-Петерб. ун-та, 2002. С. 52—69.
- Виноградов К. Б., Сергеев В. В. Вудро Вильсон в дни мира и войны // Там же. С. 292—333
- Сергеев В. В. «Равновесие сил» и «концерт держав» в европейской международной жизни середины XIX в. // Проблемы истории международных отношений в Новое время. Смоленск : Изд-во Смолен. гос. пед. ун-та, 2002. С. 196—201.
- Сергеев В. В. Регион Балтийского моря в международных отношениях XVIII — начала XX в.: регион конфронтации или сотрудничества? // Балтийский регион в международных отношениях в Новое и Новейшее время : матер. междунар. науч. конф. Калининград, 10—11 октября 2003 г. Калининград : Изд-во КГУ, 2004. С. 9—17.
- Кузнецов А. А., Сергеев В. В. Министерство иностранных дел Российской империи в XIX — начале XX в. // Проблемы государственно-политического развития в истории стран Европы : сб. науч. ст. Смоленск : Изд-во Смолен. гос. пед. ун-та, 2004. С. 100—107.
- Сергеев В. В. Британская дипломатия в период франко-германской войны 1870—1871 гг. // Старая и новая Европа: государство, политика, идеология / отв. ред. Ю. Е. Ивонин, Л. И. Ивонина. М. : РКонсульт, 2005. С. 110—121.
- Сергеев В. В. Внешнеполитические взгляды Герберта Асквита // Старая и новая Европа: государство, политика, идеология / отв. ред. Ю. Е. Ивонин, Л. И. Ивонина. М. : РКонсульт, 2006. Вып. 2. С. 146—153.
- Сергеев В. В. Исследование истории Калининградской области в 90-е годы ХХ — начале XXI века // Калининградской области — 60: этапы истории, проблемы развития : сб. ст. Калининград : Янтарная летопись, 2006. С. 24—36.
- Сергеев В. В. Представления американцев о России и русских во второй трети XIX века // Образы России в отечественной и мировой словесности, истории и культуре : матер. междунар. науч. конф. Калининград : Изд-во РГУ им. И. Канта, 2006. С. 181—192.
- Сергеев В. В. Либеральный реформизм Г. Г. Асквита // Политическое лидерство в истории Нового и Новейшего времени. Калининград : Изд-во РГУ им. И. Канта, 2007. С. 58—68.
- Максимов И. П., Сергеев В. В. «Ноябрьский скандал» 1908 г. в Германии // Старая и новая Европа: государство, политика, идеология / отв. ред. Ю. Е. Ивонин, Л. И. Ивонина. Вып. 3. М. : РКонсульт, 2007. С. 125—130.
- Сергеев В. В. Проблемы британской истории в трудах К. Б. Виноградова и его учеников // Историк и общество. Отечественное англоведение 1917—1991 гг. / отв. ред. М. П. Айзенштат. М. : Ин-т всеобщей истории РАН, 2008. С. 81—93.
- Сергеев В. В. Кирилл Борисович Виноградов (1921—2003) // Новая и Новейшая история. 2008. № 5. С. 182—190.
- Гальцов В. И., Сергеев В. В. Проблема трансформации Восточной Пруссии в Калининградскую область в документальных публикациях и научных исследованиях // Antrojo pasaulino karo pabaiga rytų Prūsijoje: faktai ir istorinės įžvalgos (= Acta Historica Universitatis Klaipedensis. Т. 18). Klaipėda : Klaipėdos universiteto, 2009. S. 71—86.
- Сергеев В. В. Калининградский эксклав в контексте немецко-русских связей в 1991—2006 гг. // Старая и новая Европа: государство, политика, идеология : сб. науч. ст. / отв. ред. Ю. Е. Ивонин, Л. И. Ивонина. М. : РКонсульт, 2009. Вып. 4. С. 80—86.
- Сергеев В. В. Виноградов Кирилл Борисович (1921—2003) // Портреты историков. Время и судьбы / отв. ред. Г. Н. Севостьянов. М. : Наука, 2010. Т. 5 : Средние века. Новая и Новейшая история. С. 207—219.
- Сергеев В. В. Тильзитский мир в восприятии современников и оценке российских историков // Калининградские архивы : материалы и исследования. Калининград : Изд-во БФУ им. И. Канта, 2011. Вып. 9. С. 93—99.
- Сергеев В. В. Роль торгово-экономических факторов в англо-русских отношениях второй половины XIX — начала XX века // Вестник Балтийского федерального университета им. И. Канта. 2012. № 12. С. 35—39.
- Сергеев В. В. Проблемы историографии Новой истории в трудах профессора К. Б. Виноградова // Актуальные проблемы истории и историографии стран Западной Европы и Америки в Новое и Новейшее время. Памяти наших учителей — создателей ленинградской-петербургской школы историков : матер. науч. конф. / отв. ред. Н. П. Евдокимова. Ишим : Изд-во ИГПИ им. П. П. Ершова, 2012. С. 66—70.
- Сергеев В. В. Дипломатия Англии и России во время датско-прусской войны 1848—1850 гг. // Священная Римская империя, Германия и Россия в европейских конфликтах Нового времени : сб. науч. ст. / отв. сост. Н. Катцер, Ю. Е. Ивонин, Л. И. Ивонина. М. : ТрансЛит, 2012. С. 111—119.
- Сергеев В. В. Калининградские историки о положении в Восточной Пруссии накануне и в ходе вторжения наполеоновской армии в Россию // 1812 год в судьбах России и Европы : сб. тр. междунар. науч. конф. СПб. : Скифия-Принт, 2012. С. 97—100.
- Сергеев В. В. Невшательский дипломатический кризис 1856—1857 годов и позиция Англии // Вестник Балтийского федерального университета им. И. Канта. 2013. № 6. С. 119—124.
- Сергеев В. В. Дискуссионные проблемы Первой мировой войны: историографический аспект // Первая мировая война в истории и культуре России и Европы : сб. ст. / Калинингр. обл. ист.-худ. музей ; БФУ им. И. Канта. Калининград : Живем, 2013. С. 200—207.
- Sergeev V. Die Ostpreußenpolitik Friedrichs II in den Arbeiten Kaliningrader Historiker // Friedrich II und das östliche Europa / Hrsg. O. Kurilo. Berlin : Berliner Wissenschafts-Verlag, 2013. S. 227—236.
- Сергеев В. В. История Калининградской области в современной российской региональной историографии // Rocznik Elbląski. Elbląg : РТН, 2014. T. 25. S. 165—176.
- Воробьёв И. А., Сергеев В. В. Лондонские адреса С. М. Степняка-Кравчинского на «карте бедности» Чарльза Бута // Вестник Ишимского государственного педагогического института им. П. П. Ершова. 2014. Сер. : История. № 2 (14). С. 52—57.
- Сергеев В. В. Современное состояние региональной историографии истории Восточной Пруссии // Калининградские архивы: материалы и исследования. Калининград: Изд-во БФУ им. И. Канта, 2015. Вып. 12. С. 49—56.
- Сергеев В. В. Калининградские историки о восточнопрусской политике Фридриха II // Актуальные проблемы современной гуманитаристики : сб. науч. ст. / под ред. М. Г. Шендерюк. Калининград : Изд-во БФУ им. И. Канта, 2015. С. 142—148.
- Воробьёв И. А., Сергеев В. В. Эволюция отношения британских властей и общества к русским эмигрантам в последней трети XIX века // Известия Смоленского государственного университета. 2015. № 2(30). С. 258—265.